# Lepidagathis macrantha
Lepidagathis macrantha är en akantusväxtart som beskrevs av C. B. Cl.. Lepidagathis macrantha ingår i släktet Lepidagathis och familjen akantusväxter. Inga underarter finns listade i Catalogue of Life.